# Elecciones provinciales de Entre Ríos de 2003
El 23 de noviembre de 2003 se realizaron elecciones para elegir Gobernador, vicegobernador, 17 senadores provinciales y 28 diputados provinciales. Representaron el cierre del calendario electoral de ese año.
Las mismas se dan luego de la crisis de 2001 que llevó a la renuncia del presidente radical Fernando de la Rúa, esta tuvo su réplica en la provincia donde el también radical Sergio Montiel decidió emitir bonos para el cumplimiento de obligaciones, los bonos federales, que acusaron en el 2002 un nivel de desvalorización del 40%, con duras consecuencias socioeconómicas. Durante las jornadas del 20 de diciembre de 2001 se produjeron tres muertes debidas al accionar policial en manifestaciones ante supermercados de la ciudad de Paraná, capital de la provincia, hecho de honda repercusión en la sociedad. En 2002, cuatro diputados radicales y dos socialistas que habían integrado el bloque de la Alianza, junto al bloque del justicialismo, intentaron someter a Montiel al juicio político para destituirlo, lo que logró evitar por un voto. La Cámara de Diputados de la provincia se reunió en la Biblioteca Popular del Paraná sin la presencia del bloque de diputados leales a Montiel, al que expulsaron de la Cámara -hecho sin precedentes en Argentina- sometiendo al gobernador a juicio político ante el Senado provincial. El gobernador fue duramente cuestionado por los legisladores de la oposición, que lo acusaron de mal desempeño de sus funciones en un juicio político para destituirlo. Fue denunciado por corrupción y sobreprecios en la obra pública.
Muy cuestionado por la oposición peronista y por gran parte de su propio partido, su sector pierde las elecciones internas de la Unión Cívica Radical, el candidato elegido es el Intendente de Paraná Sergio Varisco. El partido forma el Frente Social Entre Ríos tiene Futuro junto al Partido Demócrata Cristiano y a La Red de Participación Popular. El frente llevó como candidato a vicegobernador al intendente de San José, el vecinalista Aldo Follonier.
En la oposición, el PJ presenta al exgobernador Jorge Pedro Busti quien intenta alcanzar un tercer mandato (ya había gobernado en los períodos 1987-1991 y 1995-1999). Su compañero de fórmula es el diputado provincial Pedro Guastavino. Ambos contaron con el apoyo del entonces presidente Nestor Kirchner.
Un sector del justicialismo decidió no presentarse en las internas del partido y llevó como candidatos al intendente de Gualeguaychú, Emilio Martínez Garbino, y al intendente de La Paz, José Francisco Nogueira. Estos forman el Nuevo Espacio Entrerriano, junto con el ARI, el Partido Intransigente, el Partido Socialista Popular y sectores del radicalismo (como el candidato a diputado nacional Juan Carlos Lucio Godoy).
El resultado estableció que Busti fuera elegido gobernador de la provincia con un 44.53% de los votos, asumiendo su tercer mandato (no consecutivo), segundo quedó Varisco con el 34.49% y en tercer lugar Martínez Garbino con el 18.06%, hasta entonces uno de los mejores resultados logrados por el tercer candidato más votado. La UCR también perdió Paraná, donde el candidato era Humberto Varisco (hermano del intendente), el vencedor fue el peronista Julio Solanas. Mientras que de los tres triunfos de Jorge Busti en elecciones gubernativas fue este en el que obtuvo menor porcentaje de votos (44.53%, con respecto al 48.98% de 1987 y el 47.46% de 1995), fue en esta ocasión en la que obtuvo su mayor diferencia con respecto a su principal competidor, al superar a Varisco por 10.04 puntos.

## Resultados

### Gobernador y vicegobernador
| Fórmula                 | Fórmula                         | Partido/Alianza       | Partido/Alianza                       | Votos   | %     |
| Gobernador              | Vicegobernador                  | Partido/Alianza       | Partido/Alianza                       | Votos   | %     |
| ----------------------- | ------------------------------- | --------------------- | ------------------------------------- | ------- | ----- |
| Jorge Pedro Busti       | Guillermo Pedro Guastavino      |                       | Partido Justicialista                 | 268.177 | 44,53 |
| Sergio Varisco          | Aldo Follonier                  |                       | Frente Social Entre Ríos tiene Futuro | 207.704 | 34,49 |
| Emilio Martínez Garbino | José Francisco Nogueira         |                       | Nuevo Espacio Entrerriano             | 108.736 | 18,06 |
| José Carlos Ramos       | Luis Eduardo Sorokin            |                       | Frente Entrerriano para la Victoria   | 5.094   | 0,85  |
| José Ramón Cabrera      | María Antonia Goñi de Lobariñas |                       | Izquierda Unida (PCA - MST)           | 4.418   | 0,73  |
| Mario Goyena Lorenzen   | Marta Graciela Arce             |                       | Partido Humanista                     | 4.062   | 0,67  |
| Raúl Vergara            | Guillermo Bosi                  |                       | Partido Popular de la Reconstrucción  | 3.996   | 0,66  |
| Votos positivos         | Votos positivos                 | Votos positivos       | Votos positivos                       | 602.187 | 93,51 |
| Votos en blanco         | Votos en blanco                 | Votos en blanco       | Votos en blanco                       | 36.009  | 5,59  |
| Votos nulos             | Votos nulos                     | Votos nulos           | Votos nulos                           | 5.804   | 0,90  |
| Participación           | Participación                   | Participación         | Participación                         | 644.000 | 78,31 |
| Electores registrados   | Electores registrados           | Electores registrados | Electores registrados                 | 822.376 | 100   |
| Fuente:                 |                                 |                       |                                       |         |       |

### Cámara de Diputados
| Partido/Alianza       | Partido/Alianza                       | Votos   | %     | Bancas | Electos |
| --------------------- | ------------------------------------- | ------- | ----- | ------ | --- |
|                       | Partido Justicialista                 | 257.911 | 45,89 | 15/28  | Ver electos: - Emilio Aroldo Eduardo Castrillón - Adrián Federico Fuertes - Raúl Patricio Solanas - Orlando Víctor Engelmann - Juan José Bahillo - Julio César Aldaz - Enrique Tomás Cresto - José Ángel Allende - Juan Carlos Almada - Hernán Darío Vittulo - Alicia Cristina Haidar - Rubén Francisco Adami - Jorge Daniel Bolzán - Marcos Américo Fontana - Ángel Ezequiel Tramontín |
|                       | Frente Social Entre Ríos tiene Futuro | 190.847 | 33,96 | 9/28   | Ver electos: - Fabián Dulio Rogel - Clidia Alba Allende de López - Osvaldo Fernández - Héctor Monzón - Horacio Giorgio - Rubén Alberto Villaverde - Eduardo Manuel Solari - Arturo Vera - Lucy Grimalt |
|                       | Nuevo Espacio Entrerriano             | 92.156  | 16,40 | 4/28   | Ver electos: - Juan Domingo Zacarías - Beatriz Demonte de Montaldo - Antonio Eduardo Mainez - Oscar Grilli |
|                       | Frente Entrerriano para la Victoria   | 6.624   | 1,08  |        | |
|                       | Izquierda Unida (PCA - MST)           | 5.719   | 1,02  |        | |
|                       | Partido Popular de la Reconstrucción  | 4.397   | 0,78  |        | |
|                       | Partido Humanista                     | 4.322   | 0,77  |        | |
|                       | Movimiento Trabajadores Entrerrianos  | 62      | 0,01  |        | |
| Votos positivos       | Votos positivos                       | 562.038 | 87,27 |        | |
| Votos en blanco       | Votos en blanco                       | 76.126  | 11,82 |        | |
| Votos nulos           | Votos nulos                           | 5.836   | 0,91  |        | |
| Participación         | Participación                         | 644.000 | 78,31 |        | |
| Electores registrados | Electores registrados                 | 822.376 | 100   |        | |
| Fuente:               |                                       |         |       |        | |

### Cámara de Senadores

#### Resultado general
| Partido/Alianza       | Partido/Alianza                           | Votos   | %     | Bancas |
| --------------------- | ----------------------------------------- | ------- | ----- | ------ |
|                       | Partido Justicialista                     | 258.176 | 45,49 | 14/17  |
|                       | Frente Social Entre Ríos tiene Futuro     | 194.263 | 34,23 | 2/17   |
|                       | Nuevo Espacio Entrerriano                 | 90.515  | 15,95 | 1/17   |
|                       | Frente Entrerriano para la Victoria       | 5.273   | 0,93  |        |
|                       | Izquierda Unida (PCA - MST)               | 4.609   | 0,81  |        |
|                       | Partido Popular de la Reconstrucción      | 3.422   | 0,60  |        |
|                       | Nuevo Espacio                             | 3.364   | 0,59  |        |
|                       | Partido Humanista                         | 2.120   | 0,37  |        |
|                       | Partido Intransigente                     | 1.776   | 0,31  |        |
|                       | Partido Socialista Popular                | 1.732   | 0,31  |        |
|                       | Acción por la República                   | 1.372   | 0,24  |        |
|                       | Afirmación para una República Igualitaria | 868     | 0,15  |        |
|                       | Movimiento Trabajadores Entrerrianos      | 2       | 0,00  |        |
| Votos positivos       | Votos positivos                           | 567.492 | 88,12 |        |
| Votos en blanco       | Votos en blanco                           | 70.113  | 10,89 |        |
| Votos nulos           | Votos nulos                               | 6.395   | 0,99  |        |
| Participación         | Participación                             | 644.000 | 78,36 |        |
| Electores registrados | Electores registrados                     | 821.898 | 100   |        |
| Fuente:               |                                           |         |       |        |

#### Resultados por departamentos
| Colón 1 Senador            | Colón 1 Senador                           | Colón 1 Senador | Colón 1 Senador | Colón 1 Senador                     |
| Partido/Alianza            | Partido/Alianza                           | Votos           | %               | Electo                              |
| -------------------------- | ----------------------------------------- | --------------- | --------------- | ----------------------------------- |
|                            | Partido Justicialista                     | 12.023          | 45,47           | - Mariano Alberto López             |
|                            | Frente Social Entre Ríos tiene Futuro     | 10.987          | 41,55           |                                     |
|                            | Nuevo Espacio Entrerriano                 | 2.263           | 8,56            |                                     |
|                            | Frente Entrerriano para la Victoria       | 354             | 1,34            |                                     |
|                            | Afirmación para una República Igualitaria | 338             | 1,28            |                                     |
|                            | Partido Popular de la Reconstrucción      | 241             | 0,91            |                                     |
|                            | Izquierda Unida                           | 236             | 0,89            |                                     |
| Votos positivos            | Votos positivos                           | 26.442          | 84,22           |                                     |
| Votos en blanco            | Votos en blanco                           | 4.732           | 15,07           |                                     |
| Votos nulos                | Votos nulos                               | 222             | 0,71            |                                     |
| Participación              | Participación                             | 31.396          | 81,89           |                                     |
| Electores registrados      | Electores registrados                     | 38.339          | 100             |                                     |
| Concordia 1 Senador        |                                           |                 |                 |                                     |
| Partido/Alianza            | Partido/Alianza                           | Votos           | %               | Electo                              |
|                            | Partido Justicialista                     | 33.432          | 56,29           | - Héctor José Strassera             |
|                            | Frente Social Entre Ríos tiene Futuro     | 13.875          | 23,36           |                                     |
|                            | Nuevo Espacio Entrerriano                 | 8.686           | 14,62           |                                     |
|                            | Partido Popular de la Reconstrucción      | 1.034           | 1,74            |                                     |
|                            | Partido Humanista                         | 892             | 1,50            |                                     |
|                            | Frente Entrerriano para la Victoria       | 756             | 1,27            |                                     |
|                            | Izquierda Unida                           | 721             | 1,21            |                                     |
| Votos positivos            | Votos positivos                           | 59.396          | 78,62           |                                     |
| Votos en blanco            | Votos en blanco                           | 15.220          | 20,15           |                                     |
| Votos nulos                | Votos nulos                               | 929             | 1,23            |                                     |
| Participación              | Participación                             | 75.545          | 72,72           |                                     |
| Electores registrados      | Electores registrados                     | 103.886         | 100             |                                     |
| Diamante 1 Senador         |                                           |                 |                 |                                     |
| Partido/Alianza            | Partido/Alianza                           | Votos           | %               | Electo                              |
|                            | Partido Justicialista                     | 11.044          | 46,30           | - Oscar Herdt                       |
|                            | Frente Social Entre Ríos tiene Futuro     | 9.348           | 39,19           |                                     |
|                            | Nuevo Espacio Entrerriano                 | 3.358           | 14,08           |                                     |
|                            | Partido Popular de la Reconstrucción      | 103             | 0,43            |                                     |
| Votos positivos            | Votos positivos                           | 23.853          | 91,83           |                                     |
| Votos en blanco            | Votos en blanco                           | 1.968           | 7,58            |                                     |
| Votos nulos                | Votos nulos                               | 155             | 0,60            |                                     |
| Participación              | Participación                             | 25.976          | 79,88           |                                     |
| Electores registrados      | Electores registrados                     | 32.519          | 100             |                                     |
| Federación 1 Senador       |                                           |                 |                 |                                     |
| Partido/Alianza            | Partido/Alianza                           | Votos           | %               | Electo                              |
|                            | Frente Social Entre Ríos tiene Futuro     | 13.425          | 46,54           | - Graciela Yolanda Zambón           |
|                            | Partido Justicialista                     | 12.813          | 44,42           |                                     |
|                            | Nuevo Espacio Entrerriano                 | 2.065           | 7,16            |                                     |
|                            | Partido Socialista Popular                | 542             | 1,88            |                                     |
| Votos positivos            | Votos positivos                           | 28.845          | 87,90           |                                     |
| Votos en blanco            | Votos en blanco                           | 3.694           | 11,26           |                                     |
| Votos nulos                | Votos nulos                               | 278             | 0,85            |                                     |
| Participación              | Participación                             | 32.817          | 80,37           |                                     |
| Electores registrados      | Electores registrados                     | 40.830          | 100             |                                     |
| Federal 1 Senador          |                                           |                 |                 |                                     |
| Partido/Alianza            | Partido/Alianza                           | Votos           | %               | Electo                              |
|                            | Frente Social Entre Ríos tiene Futuro     | 6.230           | 48,76           | - Luis Alberto Luna                 |
|                            | Partido Justicialista                     | 6.054           | 47,38           |                                     |
|                            | Nuevo Espacio                             | 429             | 3,36            |                                     |
|                            | Izquierda Unida                           | 60              | 0,47            |                                     |
|                            | Afirmación para una República Igualitaria | 5               | 0,04            |                                     |
| Votos positivos            | Votos positivos                           | 12.778          | 94,67           |                                     |
| Votos en blanco            | Votos en blanco                           | 656             | 4,86            |                                     |
| Votos nulos                | Votos nulos                               | 63              | 0,47            |                                     |
| Participación              | Participación                             | 13.497          | 80,41           |                                     |
| Electores registrados      | Electores registrados                     | 16.785          | 100             |                                     |
| Feliciano 1 Senador        |                                           |                 |                 |                                     |
| Partido/Alianza            | Partido/Alianza                           | Votos           | %               | Electo                              |
|                            | Partido Justicialista                     | 3.337           | 45,57           | - Victorio Rosario Firpo            |
|                            | Frente Social Entre Ríos tiene Futuro     | 2.324           | 31,74           |                                     |
|                            | Acción por la República                   | 1.372           | 18,74           |                                     |
|                            | Nuevo Espacio Entrerriano                 | 237             | 3,24            |                                     |
|                            | Frente Entrerriano para la Victoria       | 53              | 0,72            |                                     |
| Votos positivos            | Votos positivos                           | 7.323           | 96,95           |                                     |
| Votos en blanco            | Votos en blanco                           | 191             | 2,53            |                                     |
| Votos nulos                | Votos nulos                               | 39              | 0,52            |                                     |
| Participación              | Participación                             | 7.553           | 77,35           |                                     |
| Electores registrados      | Electores registrados                     | 9.765           | 100             |                                     |
| Gualeguay 1 Senador        |                                           |                 |                 |                                     |
| Partido/Alianza            | Partido/Alianza                           | Votos           | %               | Electo                              |
|                            | Partido Justicialista                     | 12.173          | 47,85           | - Eduardo José Jodor                |
|                            | Frente Social Entre Ríos tiene Futuro     | 8.087           | 31,79           |                                     |
|                            | Nuevo Espacio Entrerriano                 | 3.795           | 14,92           |                                     |
|                            | Frente Entrerriano para la Victoria       | 962             | 3,78            |                                     |
|                            | Izquierda Unida                           | 284             | 1,12            |                                     |
|                            | Partido Popular de la Reconstrucción      | 139             | 0,55            |                                     |
| Votos positivos            | Votos positivos                           | 25.440          | 9,129           |                                     |
| Votos en blanco            | Votos en blanco                           | 2.254           | 8,09            |                                     |
| Votos nulos                | Votos nulos                               | 172             | 0,62            |                                     |
| Participación              | Participación                             | 27.866          | 76,76           |                                     |
| Electores registrados      | Electores registrados                     | 36.301          | 100             |                                     |
| Gualeguaychú 1 Senador     |                                           |                 |                 |                                     |
| Partido/Alianza            | Partido/Alianza                           | Votos           | %               | Electo                              |
|                            | Nuevo Espacio Entrerriano                 | 23.751          | 44,74           | - Julio Jesús Majul                 |
|                            | Partido Justicialista                     | 15.634          | 29,45           |                                     |
|                            | Frente Social Entre Ríos tiene Futuro     | 12.898          | 24,30           |                                     |
|                            | Frente Entrerriano para la Victoria       | 484             | 0,91            |                                     |
|                            | Izquierda Unida                           | 318             | 0,60            |                                     |
| Votos positivos            | Votos positivos                           | 53.085          | 89,31           |                                     |
| Votos en blanco            | Votos en blanco                           | 5.650           | 9,51            |                                     |
| Votos nulos                | Votos nulos                               | 702             | 1,18            |                                     |
| Participación              | Participación                             | 59.437          | 79,33           |                                     |
| Electores registrados      | Electores registrados                     | 74.923          | 100             |                                     |
| Islas del Ibicuy 1 Senador |                                           |                 |                 |                                     |
| Partido/Alianza            | Partido/Alianza                           | Votos           | %               | Electo                              |
|                            | Partido Justicialista                     | 2.636           | 45,71           | - César Eduardo Melchiori           |
|                            | Frente Social Entre Ríos tiene Futuro     | 1.896           | 32,88           |                                     |
|                            | Nuevo Espacio Entrerriano                 | 931             | 16,14           |                                     |
|                            | Frente Entrerriano para la Victoriaa      | 280             | 4,86            |                                     |
|                            | Partido Popular de la Reconstrucción      | 24              | 0,42            |                                     |
| Votos positivos            | Votos positivos                           | 5.767           | 91,54           |                                     |
| Votos en blanco            | Votos en blanco                           | 507             | 8,05            |                                     |
| Votos nulos                | Votos nulos                               | 26              | 0,41            |                                     |
| Participación              | Participación                             | 6.300           | 74,71           |                                     |
| Electores registrados      | Electores registrados                     | 8.433           | 100             |                                     |
| La Paz 1 Senador           |                                           |                 |                 |                                     |
| Partido/Alianza            | Partido/Alianza                           | Votos           | %               | Electo                              |
|                            | Partido Justicialista                     | 13.895          | 43,05           | - Juan Ramón Fleitas                |
|                            | Nuevo Espacio Entrerriano                 | 10.719          | 33,21           |                                     |
|                            | Frente Social Entre Ríos tiene Futuro     | 6.864           | 21,26           |                                     |
|                            | Frente Entrerriano para la Victoria       | 523             | 1,62            |                                     |
|                            | Izquierda Unida                           | 152             | 0,47            |                                     |
|                            | Partido Popular de la Reconstrucción      | 127             | 0,39            |                                     |
| Votos positivos            | Votos positivos                           | 32.280          | 92,91           |                                     |
| Votos en blanco            | Votos en blanco                           | 2.119           | 6,10            |                                     |
| Votos nulos                | Votos nulos                               | 344             | 0,99            |                                     |
| Participación              | Participación                             | 34.743          | 76,29           |                                     |
| Electores registrados      | Electores registrados                     | 45.542          | 100             |                                     |
| Nogoyá 1 Senador           |                                           |                 |                 |                                     |
| Partido/Alianza            | Partido/Alianza                           | Votos           | %               | Electo                              |
|                            | Partido Justicialista                     | 10.735          | 51,26           | - Carlos Dante Orlandi              |
|                            | Frente Social Entre Ríos tiene Futuro     | 8.059           | 38,48           |                                     |
|                            | Nuevo Espacio                             | 1.547           | 7,39            |                                     |
|                            | Partido Socialista Popular                | 394             | 1,88            |                                     |
|                            | Izquierda Unida                           | 207             | 0,99            |                                     |
| Votos positivos            | Votos positivos                           | 20.942          | 90,14           |                                     |
| Votos en blanco            | Votos en blanco                           | 2.033           | 8,75            |                                     |
| Votos nulos                | Votos nulos                               | 259             | 1,11            |                                     |
| Participación              | Participación                             | 23.234          | 80,86           |                                     |
| Electores registrados      | Electores registrados                     | 28.732          | 100             |                                     |
| Paraná 1 Senador           |                                           |                 |                 |                                     |
| Partido/Alianza            | Partido/Alianza                           | Votos           | %               | Electo                              |
|                            | Partido Justicialista                     | 71.602          | 43,43           | - Teresa Hortensia Ferrari de Grand |
|                            | Frente Social Entre Ríos tiene Futuro     | 65.353          | 39,64           |                                     |
|                            | Nuevo Espacio Entrerriano                 | 23.814          | 14,44           |                                     |
|                            | Izquierda Unida                           | 1.631           | 0,99            |                                     |
|                            | Partido Popular de la Reconstrucción      | 1.231           | 0,75            |                                     |
|                            | Partido Humanista                         | 1.228           | 0,74            |                                     |
|                            | Movimiento Trabajadores Entrerrianos      | 2               | 0,00            |                                     |
| Votos positivos            | Votos positivos                           | 164.861         | 90,17           |                                     |
| Votos en blanco            | Votos en blanco                           | 16.339          | 8,94            |                                     |
| Votos nulos                | Votos nulos                               | 1.629           | 0,89            |                                     |
| Participación              | Participación                             | 182.829         | 80,08           |                                     |
| Electores registrados      | Electores registrados                     | 228.299         | 100             |                                     |
| San Salvador 1 Senador     |                                           |                 |                 |                                     |
| Partido/Alianza            | Partido/Alianza                           | Votos           | %               | Electo                              |
|                            | Partido Justicialista                     | 5.860           | 66,78           | - Hugo Oscar Berthet                |
|                            | Frente Social Entre Ríos tiene Futuro     | 2.915           | 33,22           |                                     |
| Votos positivos            | Votos positivos                           | 8.775           | 87,45           |                                     |
| Votos en blanco            | Votos en blanco                           | 1.174           | 11,70           |                                     |
| Votos nulos                | Votos nulos                               | 85              | 0,85            |                                     |
| Participación              | Participación                             | 10.034          | 82,65           |                                     |
| Electores registrados      | Electores registrados                     | 12.141          | 100             |                                     |
| Tala 1 Senador             |                                           |                 |                 |                                     |
| Partido/Alianza            | Partido/Alianza                           | Votos           | %               | Electo                              |
|                            | Partido Justicialista                     | 6.527           | 48,26           | - Luis Manuel Leiva                 |
|                            | Frente Social Entre Ríos tiene Futuro     | 5.442           | 40,24           |                                     |
|                            | Nuevo Espacio Entrerriano                 | 1.409           | 10,42           |                                     |
|                            | Afirmación para una República Igualitaria | 147             | 1,09            |                                     |
| Votos positivos            | Votos positivos                           | 13.525          | 87,46           |                                     |
| Votos en blanco            | Votos en blanco                           | 1.875           | 12,12           |                                     |
| Votos nulos                | Votos nulos                               | 64              | 0,41            |                                     |
| Participación              | Participación                             | 15.464          | 80,16           |                                     |
| Electores registrados      | Electores registrados                     | 19.292          | 100             |                                     |
| Uruguay 1 Senador          |                                           |                 |                 |                                     |
| Partido/Alianza            | Partido/Alianza                           | Votos           | %               | Electo                              |
|                            | Partido Justicialista                     | 21.113          | 46,39           | - Sergio Gabriel Marsiglia          |
|                            | Frente Social Entre Ríos tiene Futuro     | 14.422          | 31,69           |                                     |
|                            | Nuevo Espacio Entrerriano                 | 8.374           | 18,40           |                                     |
|                            | Izquierda Unida                           | 760             | 1,67            |                                     |
|                            | Partido Popular de la Reconstrucción      | 523             | 1,15            |                                     |
|                            | Frente Entrerriano para la Victoria       | 319             | 0,70            |                                     |
| Votos positivos            | Votos positivos                           | 45.511          | 85,04           |                                     |
| Votos en blanco            | Votos en blanco                           | 7.189           | 13,43           |                                     |
| Votos nulos                | Votos nulos                               | 819             | 1,53            |                                     |
| Participación              | Participación                             | 53.519          | 77,96           |                                     |
| Electores registrados      | Electores registrados                     | 68.649          | 100             |                                     |
| Victoria 1 Senador         |                                           |                 |                 |                                     |
| Partido/Alianza            | Partido/Alianza                           | Votos           | %               | Electo                              |
|                            | Partido Justicialista                     | 8.945           | 54,47           | - Carlos Aníbal Garbelino           |
|                            | Frente Social Entre Ríos tiene Futuro     | 4.794           | 29,19           |                                     |
|                            | Nuevo Espacio Entrerriano                 | 1.113           | 6,78            |                                     |
|                            | Partido Socialista Popular                | 796             | 4,85            |                                     |
|                            | Afirmación para una República Igualitaria | 378             | 2,30            |                                     |
|                            | Frente Entrerriano para la Victoria       | 291             | 1,77            |                                     |
|                            | Izquierda Unida                           | 106             | 0,65            |                                     |
| Votos positivos            | Votos positivos                           | 16.423          | 88,42           |                                     |
| Votos en blanco            | Votos en blanco                           | 1.905           | 10,26           |                                     |
| Votos nulos                | Votos nulos                               | 245             | 1,32            |                                     |
| Participación              | Participación                             | 18.573          | 77,03           |                                     |
| Electores registrados      | Electores registrados                     | 24.110          | 100             |                                     |
| Villaguay 1 Senador        |                                           |                 |                 |                                     |
| Partido/Alianza            | Partido/Alianza                           | Votos           | %               | Electo                              |
|                            | Partido Justicialista                     | 10.353          | 46,54           | - Héctor Darío Argain               |
|                            | Frente Social Entre Ríos tiene Futuro     | 7.344           | 33,01           |                                     |
|                            | Partido Intransigente                     | 1.776           | 7,98            |                                     |
|                            | Nuevo Espacio                             | 1.388           | 6,24            |                                     |
|                            | Frente Entrerriano para la Victoria       | 1.251           | 5,62            |                                     |
|                            | Izquierda Unida                           | 134             | 0,60            |                                     |
| Votos positivos            | Votos positivos                           | 22.246          | 88,22           |                                     |
| Votos en blanco            | Votos en blanco                           | 2.607           | 10,34           |                                     |
| Votos nulos                | Votos nulos                               | 364             | 1,44            |                                     |
| Participación              | Participación                             | 25.217          | 75,61           |                                     |
| Electores registrados      | Electores registrados                     | 33.352          | 100             |                                     |